# Witchetty grub

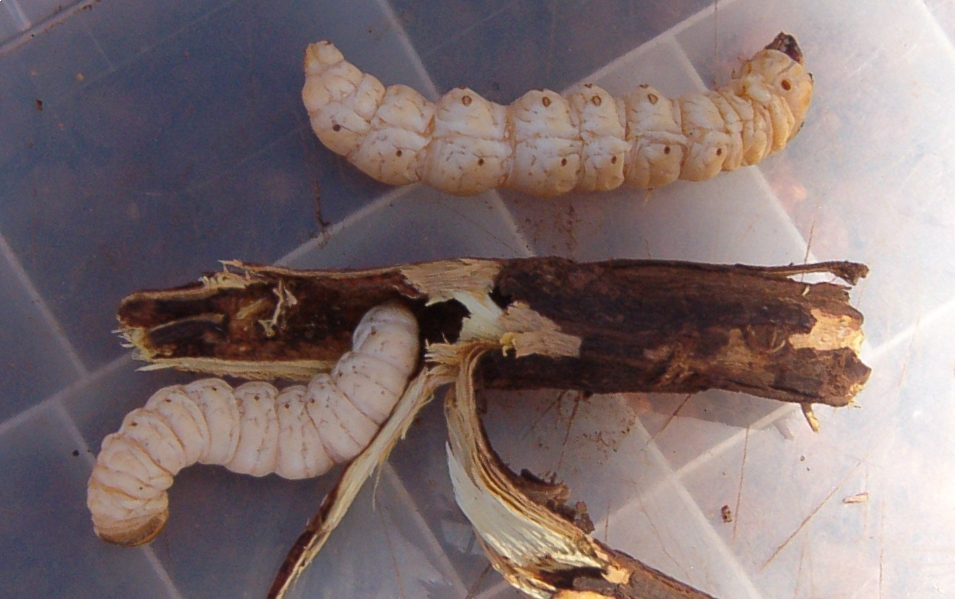
"'Witchetty grub"

Witchetty grub – ogólna nazwa używana w Australii na duże, białe larwy ciem, zazwyczaj na należącą do trociniarkowatych Endoxyla leucomochla które żyją w korzeniach krzaka znanego jako "Witchetty bush" (Acacia kempeana).   Ogólnie, choć niejednoznacznie i niedokładnie, termin ten używany jest do określenia wszystkich, dużych, białych larw owadów które są uważane za jadalne.
Larwy są bardzo ważną, bogatą w proteiny częścią diety Aborygenów, szczególnie kobiet i dzieci.  Zazwyczaj są one wyszukiwane właśnie przez kobiety i dzieci.
Pomimo różnic gatunkowych larwy "witchetty" smakują bardzo podobnie, można je jeść na surowo lub lekko podsmażone w gorącym popiele ogniska.  Mają smak zbliżony do migdałów, przypieczona skóra przypomina konsystencją skórę smażonego kurczaka, a wnętrze larwy po obróbce termicznej wygląda podobnie jak smażone jajko.  Jedząc surowe larwy należy im "odkręcić" głowy i wycisnąć zawartość wnętrza do ust, pieczone larwy mogą być jedzone w całości.
W różnych postaciach larwy "witchetty" występują w obrazach opartych na aborygeńskiej mitologii czasu snu.